# 卡恰河

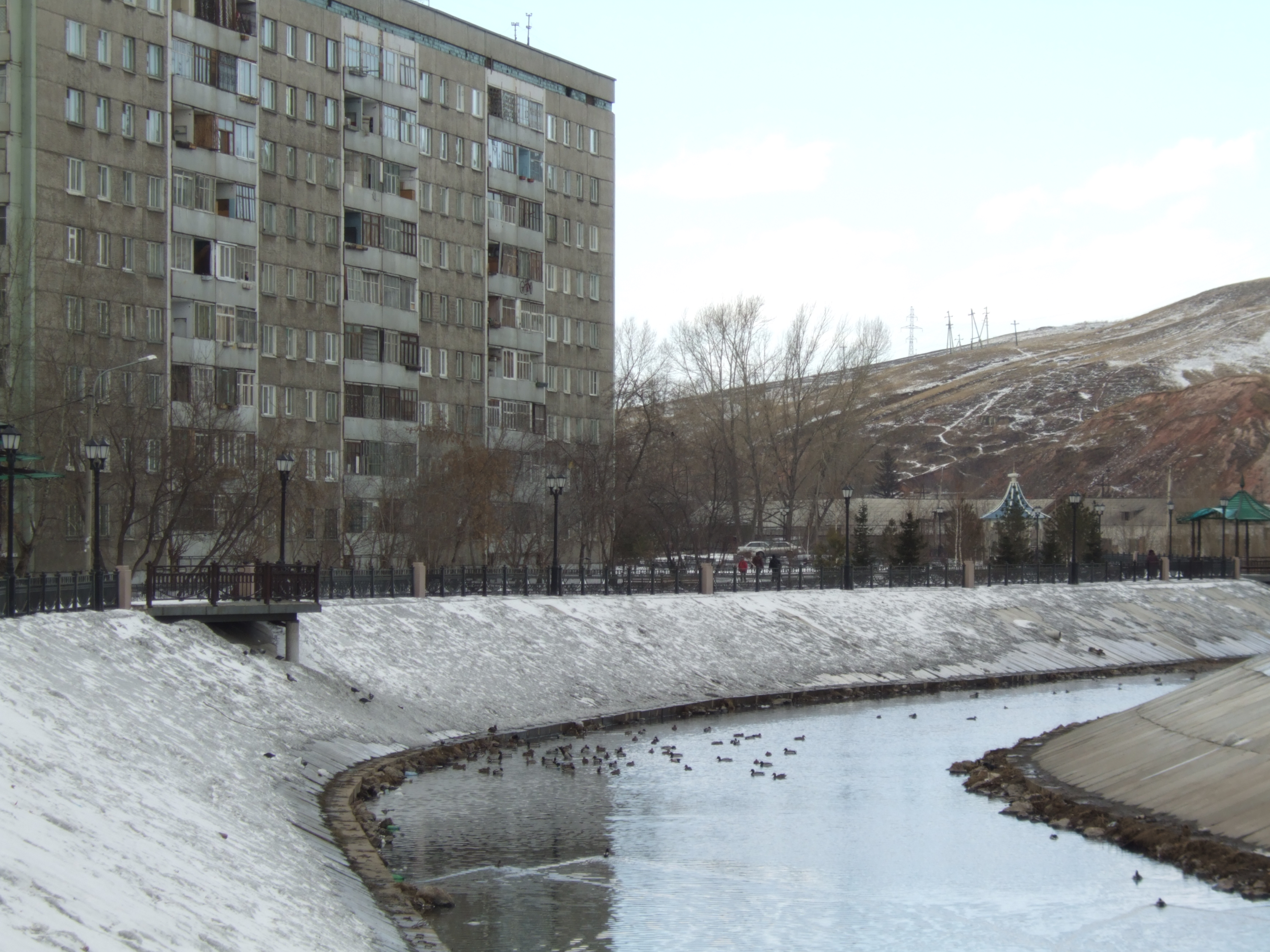
卡恰河

卡恰河是俄羅斯的河流，位於克拉斯諾亞爾斯克邊疆區，屬於葉尼塞河的左支流，最終在克拉斯諾亞爾斯克與葉尼塞河匯合，河道全長103公里，流域面積1,280平方公里。

## 外部連結
- Ecological problems of the Kacha river （页面存档备份，存于） （俄文）